# Liste der Kathedralen in Polen
Eine Kathedrale ist eine Kirche mit Bischofssitz. Sie ist die Hauptkirche eines Bistums (kirchlicher Verwaltungsbezirk). Die Bischofskirche wird in Polen meistens „Katedra“ oder „Katedralna“.
Da in Polen die römisch-katholische Kirche vorherrschend ist, sind die meisten unten genannten Kathedralen Bischofskirchen römisch-katholischer Bistümer.

## Römisch-katholische Kathedralen

### Heutige Kathedralen
Anzahl (Stand 2025): 45
| Stadt                                         | Kathedrale                                                        | Übersetzung                                         | Woiwodschaft     | Bistum                       | Baudaten          | Besonderheiten                                                                  | Bild |
| --------------------------------------------- | ----------------------------------------------------------------- | --------------------------------------------------- | ---------------- | ---------------------------- | ----------------- | ------------------------------------------------------------------------------- | ---- |
| Białystok                                     | Archikatedralna Wniebowzięcia NMP                                 | Maria Himmelfahrt                                   | Podlachien       | Białystok                    | 1901 bis 1905     | Basilica minor                                                                  |      |
| Bielsko-Biała (Bielitz-Biala)                 | Katedra św. Mikołaja                                              | St. Nikolaus                                        | Schlesien        | Bielsko-Zywiec               | 1442 bis 1447     |                                                                                 |      |
| Bydgoszcz (Bromberg)                          | Katedra św. Marcina i Mikołaja                                    | St. Martin & St. Nikolaus                           | Kujawien-Pommern | Bydgoszcz                    | ab 1425           |                                                                                 |      |
| Częstochowa (Tschenstochau)                   | Archikatedralna Świętej Rodziny                                   | Heilige Familie                                     | Schlesien        | Częstochowa                  | 1901 bis 1927     | Basilica minor                                                                  |      |
| Drohiczyn                                     | Katedra Trójcy Przenajświętszej                                   | Heilige Dreifaltigkeit                              | Podlachien       | Drohiczyn                    | 1696 bis 1709     |                                                                                 |      |
| Elbląg (Elbing)                               | Katedra św. Mikołaja                                              | St. Nikolaus                                        | Ermland-Masuren  | Elbląg                       | ab 1247           |                                                                                 |      |
| Ełk (Lyck)                                    | Katedra św. Wojciecha                                             | St. Adalbert                                        | Ermland-Masuren  | Ełk                          | 1893 bis 1903     |                                                                                 |      |
| Frombork (Frauenburg)                         | Archikatedralna Wniebowzięcia NMP i św. Andrzeja Apostoła         | Maria Himmelfahrt & Apostel St. Andreas             | Ermland-Masuren  | Ermland                      | 1329 bis 1388     | Basilica minor                                                                  |      |
| Gdańsk (Danzig) (Ortsteil Oliva)              | Archikatedralna Świętej Trójcy, NMP i św. Bernarda                | Heilige Dreifaltigkeit, St. Maria und St. Bernhard  | Pommern          | Danzig                       | 14. Jh.           | Basilica minor                                                                  |      |
| Gliwice (Gleiwitz)                            | Katedra św. Apostołów Piotra i Pawła                              | Apostel Sts. Peter & Paul                           | Schlesien        | Gliwice                      | 1886 bis 1900     |                                                                                 |      |
| Gnesen                                        | Archikatedralna Wniebowzięcia NMP i św. Wojciecha                 | Maria Himmelfahrt & St. Adalbert                    | Großpolen        | Gnesen                       | 1342 bis 1390     | Basilica minor                                                                  |      |
| Gorzów Wielkopolski (Landsberg an der Warthe) | Katedra Wniebowzięcia NMP                                         | Maria Himmelfahrt                                   | Lebus            | Zielona Góra-Gorzów          | 13. Jh.           |                                                                                 |      |
| Kalisz (Kalisch)                              | Katedra św. Mikołaja                                              | St. Nikolaus                                        | Großpolen        | Kalisz                       | ab 1253           |                                                                                 |      |
| Katowice (Kattowitz)                          | Archikatedra Chrystusa Króla                                      | König Christus                                      | Schlesien        | Katowice                     | 1927 bis 1955     |                                                                                 |      |
| Kielce                                        | Katedralna Wniebowzięcia NMP                                      | Maria Himmelfahrt, St. Adalbert & St. Konstantin    | Heiligkreuz      | Kielce                       | ab 1171           | Basilica minor                                                                  |      |
| Koszalin (Köslin)                             | Niepokalanego Poczęcia NMP                                        | Unbefleckte Empfängnis Marias                       | Westpommern      | Koszalin                     | ab 1333           |                                                                                 |      |
| Krakau                                        | Archikatedralna św. Stanisława Biskupa i męczennika i św. Wacława | Sts. Stanislaus & Wenzel                            | Kleinpolen       | Krakau                       | 1320 bis 1364     | ewige Basilica minor, UNESCO-Welterbe, Nationalschrein, Königskirche, Hofkirche |      |
| Legnica (Liegnitz)                            | Katedra św. Apostołów Piotra i Pawła                              | Apostel Sts. Peter & Paul                           | Niederschlesien  | Legnica                      | 1333 bis 1380     |                                                                                 |      |
| Łódź (Lodz/Lodsch)                            | Archikatedralna Świętego Stanisława Kostki                        | St. Stanislaus Kostka                               | Łódź             | Łódź                         | 1901 bis 1912     | Basilica minor                                                                  |      |
| Łomża (Lomscha)                               | Katedra św. Michała Archanioła                                    | Erzengel St. Michael                                | Podlachien       | Łomża                        | 1504 bis 1525     |                                                                                 |      |
| Łowicz (Lowitsch)                             | Katedralna Wniebowzięcia NMP i św. Mikołaja                       | Maria Himmelfahrt & St. Nikolaus                    | Łódź             | Łowicz                       | ab 12. Jh.        | Basilica minor                                                                  |      |
| Lublin                                        | Archikatedra św. Jana Chrzciciela                                 | St. Johannes der Täufer                             | Lublin           | Lublin                       | ab 1586, barock   |                                                                                 |      |
| Olsztyn (Allenstein)                          | Kathedrale Cerkiew Opieki Matki Bożej                             | Schutz der Heiligen Jungfrau Maria                  | Ermland-Masuren  | Olsztyn–Gdańsk               | 1995–2000         | ukrainischer Ritus                                                              |      |
| Opole                                         | Kathedrale zum Heiligen Kreuz                                     | Heilig-Kreuz                                        | Oppeln           | Oppeln                       | 15. Jh.           | Basilica minor                                                                  |      |
| Pelplin                                       | Katedralna Wniebowzięcia NMP                                      | Maria Himmelfahrt                                   | Pommern          | Pelplin                      | 1380 bis 1472     | Basilica minor, Kloster                                                         |      |
| Płock                                         | Wniebowzięcia NMP                                                 | Maria Himmelfahrt                                   | Masowien         | Płock                        | ab 12. Jh.        | Basilica minor                                                                  |      |
| Posen                                         | Archikatedralna św. Piotra i Pawła                                | Sts. Peter & Paul                                   | Großpolen        | Posen                        | Umbau 14./15. Jh. | Basilica minor                                                                  |      |
| Przemyśl (Premissel)                          | Archikatedra św. Jana Chrzciciela                                 | St. Johannes der Täufer                             | Karpatenvorland  | Przemyśl-Warschau            | 1626 bis 1632     | Griechisch-Katholischer Ritus                                                   |      |
| Przemyśl (Premissel)                          | Archikatedralna Wniebowzięcia NMP i św. Jana Chrzciciela          | Maria Himmelfahrt & St. Johannes der Täufer         | Karpatenvorland  | Przemyśl                     | ab 1571           | Basilica minor                                                                  |      |
| Radom                                         | Opieki NMP                                                        | Maria Schutz                                        | Masowien         | Radom                        | 1894 bis 1911     |                                                                                 |      |
| Rzeszów                                       | Najświętszego Serca Pana Jezusa                                   | Heilig-Herz                                         | Karpatenvorland  | Rzeszów                      | 1977 bis 1982     |                                                                                 |      |
| Sandomierz (Sandomir)                         | Katedralna Narodzenia NMP                                         | Maria Geburt                                        | Heiligkreuz      | Sandomierz                   | ab 1360           | Basilica minor                                                                  |      |
| Siedlce                                       | Niepokalanego Poczęcia NMP                                        | Unbefleckte Empfängnis Marias                       | Masowien         | Siedlce                      | 1906 bis 1912     |                                                                                 |      |
| Sosnowiec (Sosnowitz)                         | Katedralna Wniebowzięcia NMP                                      | Maria Himmelfahrt                                   | Schlesien        | Sosnowiec                    | 1893 bis 1899     | Basilica minor                                                                  |      |
| Świdnica (Schweidnitz)                        | Katedra św. Stanisława i św. Wacława                              | Sts. Stanislaus & Wenzel                            | Niederschlesien  | Świdnica                     | 14. Jh.           |                                                                                 |      |
| Stettin                                       | Archikatedralna św. Jakuba Apostoła                               | Apostel St. Jakob                                   | Westpommern      | Stettin-Cammin               | 13. Jh.           | Basilica minor                                                                  |      |
| Tarnów                                        | Katedralna Narodzenia NMP                                         | Maria Geburt                                        | Kleinpolen       | Tarnów                       | 16. Jh.           | Basilica minor                                                                  |      |
| Toruń (Thorn)                                 | Katedralna św. Jana Chrzciciela                                   | St. Johannes der Täufer und Johannes der Evangelist | Kujawien-Pommern | Toruń                        | 14./15. Jh.       | UNESCO-Welterbe, Basilica minor                                                 |      |
| Warschau                                      | Katedra Polowa Wojska Polskiego (Feldkathedrale)                  | St. Maria, König von Polen                          | Masowien         | Polnisches Militärordinariat | ab 1642           |                                                                                 |      |
| Warschau                                      | Archikatedralna św. Jana Chrzciciela                              | St. Johannes der Täufer                             | Masowien         | Warschau                     | 13./14. Jh.       | UNESCO-Welterbe, Basilica minor                                                 |      |
| Warschau                                      | Katedralna św. Michała Archanioła i św. Floriana Męczennika       | Erzengel St. Michael & St. Florian                  | Masowien         | Warschau-Praga               | 1887 bis 1904     | UNESCO-Welterbe, Basilica minor                                                 |      |
| Włocławek (Leslau)                            | Katedra Wniebowzięcia NMP                                         | Maria Himmelfahrt                                   | Kujawien-Pommern | Włocławek                    | 14./15. Jh.       | Basilica minor                                                                  |      |
| Wrocław (Breslau)                             | Archikatedralna św. Jana Chrzciciela                              | St. Johannes der Täufer                             | Niederschlesien  | Breslau                      | 1244 bis 1272     | Basilica minor                                                                  |      |
| Wrocław (Breslau)                             | Katedra św. Wincentego i św. Jakuba                               | St. Vinzenz & St. Jakob                             | Niederschlesien  | Breslau-Danzig               | 14./15. Jh.       | Griechisch-katholischer Ritus                                                   |      |
| Zamość (Zamosch)                              | Katedra Zmartwychwstania Pańskiego i św. Tomasza Apostoła         | Jesu Auferstehung und Apostel St. Thomas            | Lublin           | Zamość-Lubaczów              | 1587 bis 1598     | UNESCO-Welterbe                                                                 |      |

### Konkathedralen
Anzahl (Stand 2009): 15
| Stadt                                | Kathedrale                                                       | Übersetzung                     | Woiwodschaft     | Bistum              | Baudaten         | Besonderheiten     | Bild |
| ------------------------------------ | ---------------------------------------------------------------- | ------------------------------- | ---------------- | ------------------- | ---------------- | ------------------ | ---- |
| Chełmża (Culmsee/Kulmsee)            | Konkatedralna Trójcy Świętej                                     | Heilige Dreifaltigkeit          | Kujawien-Pommern | Toruń               | 1251 bis 14. Jh. | Basilica minor     |      |
| Gdańsk (Danzig)                      | Konkatedra Św. Bartłomieja i Opieki Przenajświętszej Bogurodzicy | St. Bartholomäus & Maria Schutz | Pommern          | Olsztyn-Danzig      | 15. Jh.          | ukrainischer Ritus |      |
| Gdańsk (Danzig)                      | Konkatedra Wniebowzięcia NMP                                     | Maria Himmelfahrt               | Pommern          | Danzig              | 1343 bis 1502    | Basilica minor     |      |
| Gołdap (Goldap)                      | Konkatedra NMP Matki Kościoła                                    | St. Maria, Mutter der Kirche    | Ermland-Masuren  | Ełk                 | bis 1560         |                    |      |
| Kamień Pomorski (Cammin)             | Konkatedra św. Jana Chrzciciela                                  | St. Johannes der Täufer         | Westpommern      | Szczecin-Kamień     | 12. bis 15. Jh.  |                    |      |
| Kołobrzeg (Kolberg)                  | Konkatedralna Wniebowzięcia NMP                                  | Maria Himmelfahrt               | Westpommern      | Koszalin-Kołobrzeg  | 14. Jh.          | Basilica minor     |      |
| Kwidzyn (Marienwerder)               | Konkatedra św. Jana Chrzciciela w Kwidzynie                      | St. Johannes der Täufer         | Pommern          | Elbląg              | 14. Jh.          |                    |      |
| Lubaczów                             | Konkatedra św. Stanisława                                        | St. Stanislaus                  | Karpatenvorland  | Zamość-Lubaczów     | 1981 bis 1987    |                    |      |
| Olsztyn (Allenstein)                 | Konkatedralna św. Jakuba Apostoła                                | Apostel St. Jakob               | Ermland-Masuren  | Ermland             | 14. Jh.          | Basilica minor     |      |
| Ostrów Wielkopolski (Ostrowo)        | Konkatedra św. Stanisława                                        | St. Stanislaus                  | Großpolen        | Kalisz              | 1904 bis 1906    |                    |      |
| Prabuty (Riesenburg)                 | Konkatedra św. Wojciecha                                         | St. Adalbert                    | Pommern          | Elbląg              | 1310–1330        |                    |      |
| Sokołów Podlaski                     | Konkatedra Niepokalanego Serca NMP                               | Heiliges Herz von Maria         | Masowien         | Drohiczyn           | 1948 bis 1951    |                    |      |
| Stalowa Wola                         | Konkatedralna pod wezwaniem Matki Bożej Królowej Polski          | St. Maria, König von Polen      | Karpatenvorland  | Sandomierz          | 1956 bis 1973    | Basilica minor     |      |
| Suwałki (Suwalken)                   | Konkatedra św. Aleksandra                                        | St. Alexander                   | Podlachien       | Ełk                 | ab 1825          |                    |      |
| Warschau                             | Matki Boskiej Zwycięskiej                                        | St. Maria des Sieges            | Masowien         | Warschau-Praga      | 1929 bis 1931    | UNESCO-Welterbe    |      |
| Warschau                             | Zaśnięcia Najświętszej Marii Panny                               | Mariä Himmelfahrt               | Masowien         | Przemyśl–Warszawa   | 1780er           | ukrainischer Ritus |      |
| Zielona Góra (Grünberg in Schlesien) | Konkatedra św. Jadwigi                                           | St. Hedwig                      | Lebus            | Zielona Góra-Gorzów | ab 1294          |                    |      |
| Żywiec (Saybusch)                    | Konkatedra Narodzenia NMP                                        | Maria Geburt                    | Schlesien        | Bielsko-Żywiec      | 15. Jh.          |                    |      |

### Ehemalige Kathedralen
Anzahl (Stand 2025): 14
| Stadt                  | Kathedrale                                                      | Übersetzung                                        | Woiwodschaft     | Bistum            | Baudaten       | Besonderheiten                                       | Bild |
| ---------------------- | --------------------------------------------------------------- | -------------------------------------------------- | ---------------- | ----------------- | -------------- | ---------------------------------------------------- | ---- |
| Chełm                  | Ex-Katedra Narodzenia NMP                                       | Geburt Mariens                                     | Lublin           | Lublin            |                | Basilica minor                                       |      |
| Chełm                  | Ex-Katedra Rozesłania św. Apostołów                             | St. Apostel                                        | Lublin           | Lublin            | 1793           |                                                      |      |
| Janów Podlaski         | Trójcy Przenajświętszej                                         | Heilige Dreifaltigkeit                             | Lublin           | Siedlce           | 1714–1735      |                                                      |      |
| Katowitz               | Świętych Apostołów Piotra i Pawła                               | St. Peter und Paul                                 | Schlesien        | Katowice          | 1898 bis 1902  |                                                      |      |
| Krakau                 | Świętych Apostołów Piotra i Pawła                               | St. Peter und Paul                                 | Kleinpolen       | Krakau            |                | Abteikirche                                          |      |
| Krasnystaw             | Ex-Katedra św. Franciszka Ksawerego                             | St. Franz Xaver                                    | Pommern          | Lublin            | Anfang 18. Jh. |                                                      |      |
| Kruszwica (Kruschwitz) | św. Apostołów Piotra i Pawła                                    | St. Peter und Paul                                 | Kujawien-Pommern | Gniezno           | 12. Jh.        | Basilica minor                                       |      |
| Piła (Schneidemühl)    | św. Rodziny w Pile                                              | Heilige Familie                                    | Großpolen        | Poznań            | 1910er         |                                                      |      |
| Przemyśl               | Najświętszego Serca Jezusowego i św. Teresy od Dzieciątka Jezus | St. Theresia                                       | Karpatenvorland  | Bistum Przemyśl   | 1620 bis 1630  | als Kathedrale griechisch-katholisch, jetzt Orthodox |      |
| Sanok                  | Sobór Świętej Trójcy                                            | Dreifaltigkeit                                     | Karpatenvorland  | Przemyśl-Warschau | 1784–1789      | jetzt orthodox                                       |      |
| Sejny                  | Nawiedzenia Najświętszej Maryi Panny                            | Mariä Heimsuchung                                  | Podlachien       | Ełk               | 18. Jh.        | Basilica minor                                       |      |
| Supraśl                | Zwiastowania Przenajświętszej Bogurodzicy i św. Jana Teologa    | Mariä Verkündigung und St. Johannes der Evangelist | Podlachien       | Olsztyn-Danzig    | 17. Jh.        | jetzt polnisch-orthodoxe Klosterkirche               |      |
| Wigry                  | Niepokalanego Poczęcia Najświętszej Maryi Panny                 | Mariä Empfängnis                                   | Podlachien       | Ełk               | 18. Jh.        |                                                      |      |

## Polnisch Orthodox
| Stadt         | Kathedrale                                 | Übersetzung            | Woiwodschaft    | Baudaten                       | Bild |
| ------------- | ------------------------------------------ | ---------------------- | --------------- | ------------------------------ | ---- |
| Białystok     | Sw. Mikolaja                               | St. Nikolaus           | Podlachien      |                                |      |
| Breslau       | Narodzenia Przenajświętszej Bogurodzicy    | Mariä Geburt           | Niederschlesien | 15./16. Jh.                    |      |
| Hajnówka      | Kathedrale der Heiligen Dreifaltigkeit     | Heilige Dreifaltigkeit | Podlachien      | 1974 bis 1992                  |      |
| Łódź (Lodsch) | Sobór św. Aleksandra Newskiego             | St. Alexander Newski   | Łódź            | 1880 bis 1884                  |      |
| Lublin        | Sabór Przemienienia Pańskiego              | Verklärung Christi     | Lublin          |                                |      |
| Sanok         | Świętej Trójcy                             | Heilige Dreifaltigkeit | Karpatenvorland |                                |      |
| Warschau      | Sobór św. Aleksandra Newskiego             | St. Alexander Newski   | Masowien        | 1894 bis 1912, 1926 abgerissen |      |
| Warschau      | Sobór św. Równej Apostołom Marii Magdaleny | St. Maria Magdalena    | Masowien        | 1867 bis 1869                  |      |

## Weitere
| Stadt                | Kathedrale                   | Übersetzung         | Woiwodschaft    | Konfession            | Baudaten      | Bild |
| -------------------- | ---------------------------- | ------------------- | --------------- | --------------------- | ------------- | ---- |
| Katowice (Kattowitz) | Zmartwychwstania Pańskiego   | Auferstehung        | Schlesien       | Protestantisch        | 1856 bis 1858 |      |
| Przemyśl             | Katedra św. Jana Chrzciciela | Johannes-Kathedrale | Karpatenvorland | Griechisch-katholisch | 1626          |      |
| Wrocław (Breslau)    | Katedra św. Marii Magdaleny  | St. Maria Magdalena | Niederschlesien | Altkatholisch         |               |      |